# De Morgen
De Morgen è un quotidiano belga in lingua olandese fondato nel 1978.

## Storia
Il giornale è stato creato nel 1978 come continuazione dei rivitalizzati giornali del partito socialista Volksgazet e Vooruit. Il primo redattore capo era l'ex leader degli studenti e giornalista Paul Goossens. De Morgen ha ricevuto presto uno statuto editoriale, che era piuttosto eccezionale nell'ex mondo dei giornali belgi. Nel 1987, il giornale pubblicò articoli sulla frode fiscale al torneo di tennis ECC di Anversa. La polizia è quindi entrata negli editori di Gand, alla ricerca di informazioni che potessero confermare l'origine delle fonti. L'incidente ha causato il fatto che la discussione divampasse intorno al segreto professionale del giornalismo belga.
Il nuovo giornale ha potuto inizialmente sopravvivere solo grazie al sostegno del movimento socialista. Una crescente rimozione politica ha fatto sì che il flusso di denaro si prosciugasse. Dopo una minacciosa bancarotta e operazioni di salvataggio portate dai lettori, si cercò una soluzione più strutturale. Ciò avvenne nel 1989, quando il giornale fu rilevato da J. Hoste Publishers, che pubblica i giornali - originalmente liberali - Het Laatste Nieuws e De Nieuwe Gazet. Questo editore, ribattezzato De Persgroep, da allora è diventato uno dei più grandi media player in Belgio e nei Paesi Bassi.
Nel 1994, Yves Desmet divenne redattore capo. Ha costruito De Morgen ulteriormente come alternativa al giornale di qualità più vecchio De Standaard, con radici nel Movimento fiammingo e piuttosto conservatore cattolico, e De Tijd, in origine giornale della borsa fiamminga, che De Persgroep dal 2005 ha partecipato con una quota del 50%. Desmet abbandonò le vecchie contraddizioni come chierico-anticlericale o socialista-liberale. In parte per questo, la stampa fiamminga ha iniziato a comportarsi in modo più indipendente nei confronti dei centri di potere politico e delle ideologie consolidate. A opinioni divergenti sono stati dati spazio nelle pagine di opinione: Bart De Wever, presidente della Nuova Alleanza Fiamminga, Hilde Kieboom, presidente della Comunità cristiana di Sant'Egidio, Dirk Verhofstadt del think tank Liberales, Jos Geysels, ex segretario politico del Agalev partito dei Verdi e di molti altri fiamminghi o olandesi.
Nel 2006 De Persgroep ha unito le sue attività di stampa e internet nel nuovo business Persgroep Publishing. C'era una sinergia all'interno di De Persgroep, attraverso la quale le notizie di base sono condivise con De Tijd e Het Laatste Nieuws. Nel marzo 2007, Klaus Van Isacker è stato nominato caporedattore generale attraverso il quale Desmet è stato declassato a redattore capo e commentatore politico in seguito. Contro il parere del comitato di redazione, Van Isacker nominò Bart Van Doorne capo redattore. Il 19 maggio 2009, il giornale non è apparso a causa di uno sciopero del personale per protesta contro un elenco di 13 dipendenti licenziati. Il 14 ottobre 2009 diversi giornalisti licenziati hanno creato un sito Web di notizie che sarebbe diventato Apache.be. Nell'ottobre 2010 Van Isacker annunciò che avrebbe lasciato il giornale sul quale Wouter Verschelden divenne capo redattore di Bart Van Doorne. Nel gennaio 2011, Van Doorne è andato a lavorare altrove nel gruppo dei media, facendo di Verschelden l'unico caporedattore fino a quando è stato sostituito da Yves Desmet il 9 novembre 2012 "in reciproca consultazione".
Desmet ha ricevuto Brecht Decaestecker come vice caporedattore e in seguito anche Lisbeth Imbo. Decaestecker decide quindi di dirigere la filiale digitale del giornale. Nel 2014, Desmet ha deciso di limitarsi al ruolo di "redattore capo d'opinione" su cui Imbo ha ricevuto rinforzi da An Goovaerts. Imbo si è ritirata come caporedattore ad aprile 2016. A settembre 2016, Goovaerts ha ricevuto rinforzi dal caporedattore Bart Eeckhout, fino ad allora giornalista e commentatore politico.

## Design
Nel 2004, il giornale è stato premiato come Europe's Best Designed Newspaper nella categoria dei media nazionali. Nell'aprile 2006 è stato introdotto un nuovo design nel formato Berlinese, con il quale il giornale ha vinto lo stesso premio a novembre. Nel 2015, il giornale ha ricevuto di nuovo questo premio ed è stato acclamato dalla The Society of News Design come World's best designed newspaper.